# FULL JUMP
「FULL JUMP」（フル・ジャンプ）は、日本の歌手・愛内里菜の13作目のシングル。

## 概要
- 野球中継のテーマソングであったこともあり、当時読売ジャイアンツの選手であった二岡智宏とのデュエットバージョンも存在する。
- この楽曲で2003年の『NHK紅白歌合戦』（第54回）に初出場、巨大で派手な衣装で登場した。発表順番は3組目で、対戦相手は同じく2003年初出場のEXILEの「Choo Choo TRAIN」だった。

## 収録曲
1. FULL JUMP
  - 作詞：愛内里菜 / 作曲：輝門 / 編曲：三輪緑
2. HIMAWARI
  - 作詞：愛内里菜 / 作曲：宝仙明伽音 / 編曲：コリエンタリズム
3. FULL JUMP "Full throttle mix"
4. FULL JUMP -instrumental-

## タイアップ
- 日本テレビ系野球中継『THE BASEBALL 2003』主題歌（#1）

## 収録アルバム
- A.I.R（#1）
- Single Collection（#1）
- ALL SINGLES BEST 〜THANX 10th ANNIVERSARY〜（#1）
- GIZA studio presents -Girls-（#1）
- THE BASEBALL 2003 バトルボールパーク宣言“FULL JUMP”（#1）
  - RINA AIUCHI featuring TOMOHIRO NIOKA（GZCI-1033）※非売品